# Canadian-American Hockey League
Canadian-American Hockey League (kratici CAHL in Can-Am) je bila hokejska liga, ki je obstajala od 1926 do 1936. Po sezoni 1935/36 se je liga združila z ligo International Hockey League, s čimer je nastala liga International-American Hockey League, ki se je leta 1940 preimenovala v American Hockey League. 

## Moštva
- Boston Bruin Cubs (1934/35)
- Boston Bruins (1935/36)
- Boston Cubs (1931/32 to 1932/33)
- Boston Tiger Cubs (1933/34)
- Boston Tigers (1926/27 do 1930/31)
- Bronx Tigers (1931/32)
- New Haven Eagles (1926/27 do 1935/36; pridružilo IAHL)
- Newark Bulldogs (1928/29)
- Philadelphia Arrows (1927/28 do 1934/35)
- Philadelphia Ramblers (1935/36; pridružilo IAHL)
- Quebec Castors (Beavers) (1926/27 do 1927/28; 1932/33 do 1934/35)
- Providence Reds (1926/27 do 1935/36; pridružilo IAHL)
- Springfield Indians (1926/27 do 1932/33; 1935/36; pridružilo IAHL)

## Prvaki
| Sezona  | Redna sezona          | Končnica              |
| ------- | --------------------- | --------------------- |
| 1935/36 | Philadelphia Ramblers | Philadelphia Ramblers |
| 1934/35 | Boston Bruin Cubs     | Boston Bruin Cubs     |
| 1933/34 | Providence Reds       | Providence Reds       |
| 1932/33 | Philadelphia Arrows   | Boston Cubs           |
| 1931/32 | Providence Reds       | Providence Reds       |
| 1930/31 | Springfield Indians   | Springfield Indians   |
| 1929/30 | Providence Reds       | Providence Reds       |
| 1928/29 | Boston Tigers         | Boston Tigers         |
| 1927/28 | Springfield Indians   | Springfield Indians   |
| 1926/27 | New Haven Eagles      | Springfield Indians   |